# مادام وب
مادام وب (انگلیسی: Madame Web) یک شخصیت خیالی در کتاب‌های کامیک آمریکایی منتشر شده توسط مارول کامیکس است. این شخصیت توسط جان رومیتا و دنیل اونیل ساخته‌شد و اولین بار در کمیک مرد عنکبوتی شگفت‌انگیز در نوامبر ۱۹۸۰ حضور یافت. مادام وب به عنوان یک شخصیت مکمل در دنیای مرد عنکبوتی شناخته‌می‌شود. او یک زن پیر با توانایی‌هایی چون دورآگاهی و روشن‌بینی است.
در سپتامبر ۲۰۱۹، وبسایت کلایدر خبر از ساخته‌شدن فیلم مستقل مادام وب توسط سونی پیکچرز داد. نویسندگان موربیوس توسعه این فیلم را برعهده دارند.

## در رسانه
در سپتامبر ۲۰۱۹، سونی اعلام کرد که فیلم مستقل مادام وب (۲۰۲۴) با نویسندگی برک شارپلس و مت سازما در دست ساخت است که بخشی از دنیای مرد عنکبوتی سونی خواهد بود. در فوریه ۲۰۲۲، گزارش شد که داکوتا جانسون در نقش این شخصیت، بازی خواهد کرد.